# Compost iònic

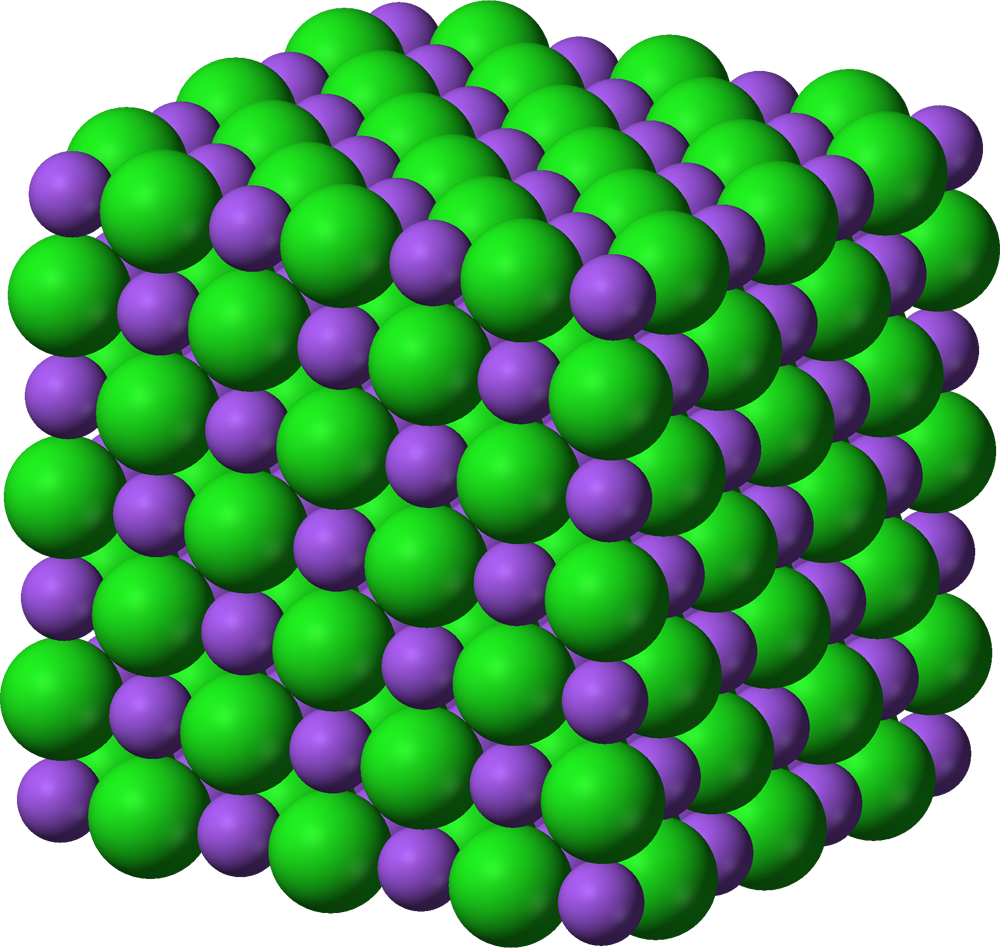
Estructura d'un cristall de clorur de sodi, un exemple típic de compost iònic. Les esferes porpres són cations de sodi, i les verdes són anions de clor.

Un compost iònic és un compost químic format per dues substàncies amb una diferència significativa d'electronegativitat.

## Exemple
Un exemple de compost iònic és NaCl (sal de taula). Quan es forma un compost iònic, l'element de major electronegativitat (en aquest cas, el clor) intenta prendre electrons al de menor electronegativitat (el sodi), i es converteixen en un anió (-) i un catió (+), respectivament. Els electrons queden "prestats" a l'últim orbital del clor i el del sodi alhora, fent que el clor tingui vuit electrons a l'última capa, complint la regla de l'octet.

## Formes
Els compostos iònics formen cristalls en estat sòlid a causa de la forma en què es disposen les molècules del compost. Això fa que siguin sòlids fràgils (no se'ls pot deformar, només trencar).
En dissolucions aquoses, els compostos se separen en cations i anions, i s'enganxen a l'element amb la càrrega oposada (en aquest exemple: Na+ HO- i Cl H+), i es produeix una dissociació electrolítica, en què l'aigua esdevé conductora de l'electricitat a causa del flux d'ions en presència d'un corrent elèctric.